# Soulkadou
Soulkadou (ou Soulkandou) est une localité du Cameroun située dans l'arrondissement de Bogo, le département du Diamaré et la région de l’Extrême-Nord. Elle fait partie du lawanat de Balda.

## Population
En 1975, la localité comptait 96 habitants, dont 84 Peuls et 12 Massa.
Lors du recensement de 2005, on y a dénombré 132 personnes, dont 69 hommes et 63 femmes.